# Relações entre Irã e Israel
As relações entre Irã e Israel, que durante a era Pahlavi caracterizavam-se por uma sólida aliança política, tornaram-se hostis a partir da Revolução Islâmica, liderada pelo Aiatolá Khomeini. O Irã cortou todos os laços diplomáticos e comerciais com Israel. O governo iraniano refere-se a Israel como "entidade sionista" e, ao governo de Israel, como "regime sionista" ou "regime ocupante de Jerusalém".
Devido à retórica de acusações mútuas entre Irã e Israel - principalmente com referência ao programa nuclear iraniano, aos territórios palestinos ocupados por Israel e ao apoio iraniano ao Hamas e ao Hezbollah - as tensões aumentaram entre os dois países, especialmente após a eleição do linha-dura Mahmoud Ahmadinejad, em 2005.

## História

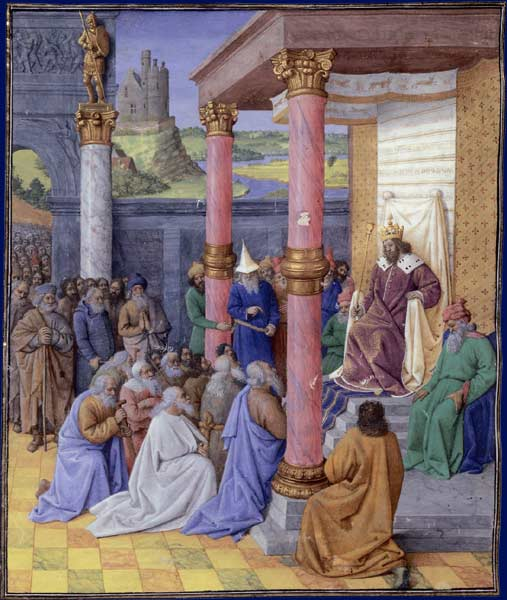
Ciro o Grande liberta os judeus do cativeiro babilônico para que reconstruiíssem Jerusalém. Por Jean Fouquet, 1470.

A história dos judeus iranianos tem mais de 2500 anos. A comunidade judaica mizrahim do Irã  atual (tradicionalmente referido como Pérsia na historiografia ocidental), tem suas origens no século VI a.C., quando se estabeleceu na região do Coração. O período de cativeiro dos judeus na Babilônia terminou após a conquista da cidade de Babilônia (539 a.C.), no primeiro ano de reinado do xá aquemênida Ciro II. Em consequência do decreto de Ciro, os judeus exilados foram autorizados a regressar à terra de Judá, em particular a Jerusalém, para reconstruir o Templo.
Já o Livro de Ester  conta a história da jovem judia que se casa com o xá Assuero, geralmente identificado com Xerxes I(c. 519 a.C. — c. 465 a.C.),  tornando-se imperatriz.
Sob o Islã, os judeus, assim como os cristãos, sempre foram reconhecidos no Irã como um dos povos do Livro.
Durante a ocupação alemã, no início dos anos 1940, milhares de judeus foram salvos pelo chefe da missão diplomática do Irã na França, Abdol Hossein Sardari, que, desafiando as ordens nazistas, emitiu milhares de passaportes e documentos de viagem para judeus.
A população judia no Irã foi reduzida de 100.000 a 150.000 pessoas, em 1948, para cerca de 80.000 immediatamente antes da Revolução Iraniana, sobretudo em razão da  emigração para Israel. Essa emigração diminuiu nos anos 1970, e a população se judia estabilizou, mas a maioria dos judeus remanescentes no Irã deixou o país após a derrubada do xá Reza Pahlavi. Nos anos 2000, a população judia do Irã foi estimada, pela maioria das fontes, em 25.000 pessoas,  embora outras estimativas variem entre 17.000 e 40.000 pessoas.
Em 2005, o Irã contava com a maior população judia do Oriente Médio fora de Israel -, ainda que a maioria dos judeus de origem iraniana vivesse em Israel, a exemplo do presidente Moshe Katsav, do  ministro da Defesa  Shaul Mofaz e da rapper Ya'akov "Kobi" Shimoni, mais conhecido como Subliminal.
Posteriormente, o censo realizado em 2011, no Irã, revelou que, de uma população de 73,5 milhões de habitantes,  apenas 8.756 habitantes eram judeus, sendo que as maiores concentrações verificaram-se em Tehran, Isfahan (1.200), e Shiraz. Historicamente, os judeus estiveram presentes em um número muito maior de cidades iranianas.
Os judeus são protegidos pela Constituição do Irã, e um assento no  Majlis, o Parlamento do Irã, é reservado ao representante da comunidade judaica.

### Independência de Israel à Revolução Iraniana (1948-1979)

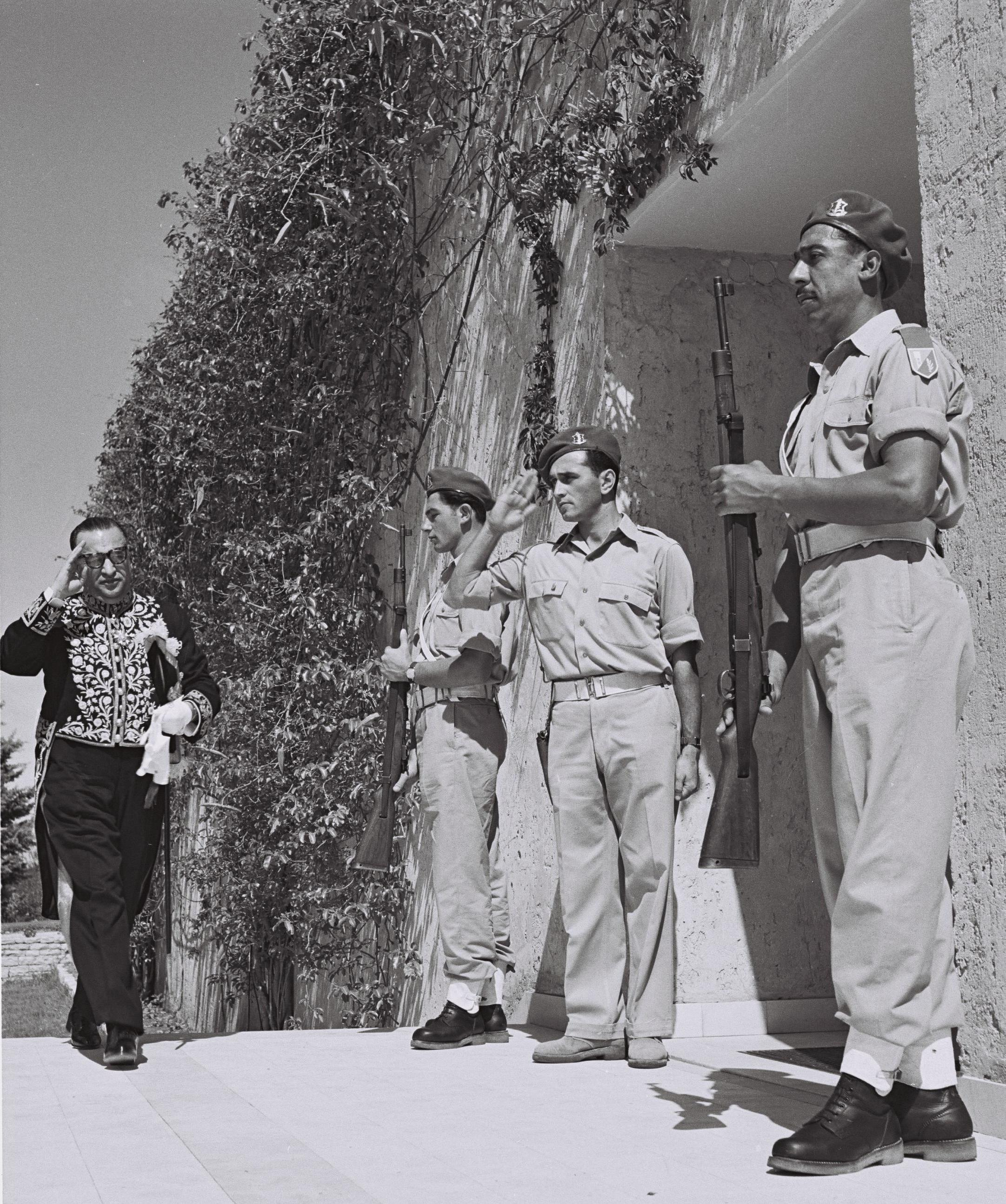
O ministro do Irã, Reza Saffinia, chegando à casa do presidente de Israel, Chaim Weizmann, em Rehovot no Yom HaAtzmaut, 1950.

Desde o estabelecimento do Estado de Israel, em 1948, até a Revolução Iraniana e a queda da dinastia Pahlavi, em 1979, Israel e Irã mantiveram laços estreitos. O Irã foi o segundo país de maioria muçulmana a reconhecer Israel como uma nação soberana, depois da Turquia. Israel via o Irã como um aliado natural, por ser uma potência não-árabe no extremo do mundo árabe, de acordo com o conceito de David Ben Gurion, de uma aliança periférica. Israel teve uma delegação permanente em Teerã, que serviu como uma embaixada de facto.
Após a Guerra dos Seis Dias, Israel forneceu ao Irã uma parcela significativa de suas necessidades petrolíferas, e o petróleo iraniano foi enviado aos mercados europeus através do oleoduto israelo-iraniano de Eilat-Ascalão. O comércio ativo entre os dois países continuou até 1979, e as empresas de construção e os engenheiros israelenses eram ativas no Irã. Os vínculos militares e projetos foram mantidos em segredo, mas acredita-se terem sido abrangentes, como por exemplo, o projeto militar conjunto denominado Projeto Flor (1977-1979), uma tentativa de Irã e Israel desenvolverem um novo míssil.
Apesar de todos os laços diplomáticos, comerciais e militares, o Irã votou a favor da Resolução 3379 da Assembleia Geral das Nações Unidas, em 1975, que igualava o sionismo ao racismo. A Resolução 3379 acabou sendo revogada pela Resolução 4686, de 1991,  após a Revolução Islâmica, e o Irã votou contra a revogação.

### Era Khomeini (1979-1989)
Durante a campanha do Aiatolá Khomeini para derrubar o xá Mohammad Reza Pahlavi, Israel, que tinha relações relativamente próximas com o xá, tornou-se um problema. Khomeini declarou Israel como "Inimigo do Islã", referindo-se ao país como "O Pequeno Satã" - enquanto os Estados Unidos eram "O Grande Satã".
Após a segunda fase da Revolução Iraniana de 1979, quando se estabeleceu a República Islâmica, o Irã cortou todas as relações oficiais com Israel. As declarações oficiais e as instituições do estado iraniano passaram a adotar uma posição francamente antissionista. Mas, segundo o Dr. Trita Parsi, autor de "Alliance Treacherous - The Secret Dealings of Israel, Iran and United States (Yale University Press, 2007)", os imperativos estratégicos do Irã levaram o governo Khomeini a manter laços clandestinos com Israel, enquanto que a esperança de que a Doutrina da Periferia pudesse ser ressuscitada, justificava a continuidade da assistência dos israelenses aos iranianos.

### Era Khamenei (1989-)

#### Comércio de armas
Em 1998, o comerciante Nahum Manbar foi condenado a 16 anos de prisão em Israel por negociar com o Irã, vendendo materiais que poderiam ser insumos para a fabricação de armas químicas. Mas as acusações feitas no julgamento de Manbar acabaram por atingir também o governo israelense. Durante as investigações, descobriu-se que "centenas de companhias" mantinham transações ilegais com o Irã. As consequências do caso chegaram aos Estados Unidos, pois algumas transações teriam sido parte do escândalo Irã-Contras.
A controvérsia sobre as ligações comerciais entre israelenses e iranianos veio a público em meados de 2011. O grupo israelense Ofer Brothers, proprietário de uma das maiores empresas de navegação do mundo, sofreu sanções (posteriormente retiradas) nos EUA quando se soube que vendera navios ao Irã através de um terceiro, e que seus navios ancoravam em portos iranianos.
O jornal israelense Ynet revelou que o comércio entre Israel e Irã, conduzido de maneira disfarçada e ilegal por dezenas de empresas israelenses, totaliza dezenas de milhões de dólares ao ano, sendo que boa parte dessas transações é intermediada por terceiros. Israel abastece o Irã com fertilizantes, tubos para redes de irrigação, hormônios para produção de leite, sementes e frutas; o Irã, por sua vez, provê Israel com mármores, castanhas de caju e pistaches.

#### Declarações
Em dezembro de 2000, o Aiatolá Ali Khamenei referiu-se a Israel como um "tumor cancerígeno" que deveria ser removido. Em 2005, ele enfatizou que "a Palestina pertence aos palestinos, e o destino da Palestina também deve ser determinado pelo povo palestino".
Com referência à declaração, supostamente atribuída ao  presidente Mahmoud Ahmadinejad, de que Israel deveria ser "varrido do mapa", Khamenei declarou: "Não temos nenhum problema com o mundo. Nós não somos tampouco uma ameaça para o mundo, e o mundo sabe disso. Nós nunca vamos começar uma guerra. Não temos nenhuma intenção de entrar em guerra com qualquer estado." Em abril de 2012, durante uma entrevista à  Al Jazeera, Dan Meridor, ministro israelense da Inteligência e da Energia Atômica, admitiu que, de fato, o presidente iraniano jamais pronunciara a frase "Israel deve ser varrido do mapa", embora tanto Ahmadinejad como o aiatolá Khamenei tenham repetido por várias vezes que o Estado de Israel é uma criação artificial que não sobreviverá e, tal como um tumor canceroso, deve ser removido.
A frase "Israel deve ser varrido do mapa" constava da versão inglesa (assinada por uma jornalista do The New York Times) de uma fala de Ahmadinejad na conferência O mundo sem sionismo, realizada em outubro de 2005.
Mas, bem antes de Meridor admitir que a frase nunca existira no discurso de Ahmadinejad, um artigo publicado em 2007, já apontava erros na tradução do discurso, observando que a alegada declaração teria sido uma bem-sucedida  contrafação, visando desacreditar o chefe de governo iraniano - no contexto das acaloradas discussões sobre o programa nuclear do Irã e das continuadas acusações contra o governo iraniano - e obter apoio da opinião pública a um eventual ataque preventivo contra o Irã. Segundo Arash Norouzi, a frase - de fato, uma citação indireta do aiatolá Khomeini - pronunciada por Ahmadinejad teria sido: "O imame [referência a Khomeini] dizia que esse regime  que ocupa Jerusalém deve desaparecer das páginas do tempo".

#### Atentados contra alvos israelenses
Em fevereiro de 2012, dois incidentes contra funcionários de embaixadas israelenses alarmaram o governo de Israel. Em Nova Déli, duas pessoas ficaram feridas na explosão de um automóvel que seria de propriedade da embaixada israelense. Em Tbilisi, agentes da polícia local desativaram uma bomba instalada debaixo do carro de um funcionário da embaixada de Israel no país. O primeiro-ministro Benjamin Netanyahu acusou o Irã e o movimento xiita libanês Hezbollah de envolvimento em ambos os casos.
No dia 29 de julho de 2021, um navio petroleiro israelense foi atacado por um drone armado do Irã. O navio operava sob a bandeira da Libéria.